# Kate Barker
Kate "Ma" Barker, echte naam Arizona Clark (bij Springfield (Missouri), 8 oktober 1871 - bij Lake Weir, Florida, 16 januari 1935) was een vermeende legendarische Amerikaanse crimineel uit de zogenaamde public enemy era. Dit is de periode tussen 1931 en 1935 waarin misdaadbendes zoals die van Bonnie en Clyde en John Dillinger het midwesten van Amerika onveilig maakten. 

## Jonge jaren

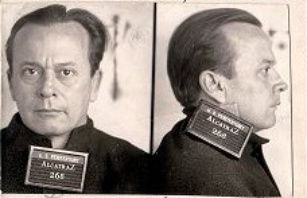
Arthur Doc Barker

Kate Barker kwam uit een conservatief christelijk gezin, waarin traditionele waarden zoals hard werken en eerlijkheid werden overgebracht. In 1892 trouwde ze met George Barker. Ze kregen 4 zoons: Herman, Lloyd, Arthur ("Doc") en Fred. George Barker verliet het gezin na de geboorte van de vierde zoon. 
Er zijn aanwijzingen dat George Barker een alcoholist was die door Kate Barker op straat werd gezet. Omdat ze nu met een klein inkomen vier zoons moest grootbrengen, kon ze onvoldoende 
toezicht houden op haar zonen die afgleden naar de jeugdcriminaliteit. Ma Barker wist haar zonen vaak uit de handen van justitie te houden door voor ze te pleiten bij de politieagenten die ze gearresteerd hadden. Dat ging soms met woedeaanvallen van haar kant gepaard.

## De zonen
Hoewel haar zoons uitgroeiden tot beruchte criminelen die deel uitmaakten van de Barker-Karpis bende, die tussen 1931 en 1935 verantwoordelijk was voor talloze overvallen, ontvoeringen en andere misdaden, is de rol van Kate Barker waarschijnlijk niet meer dan die van een hulpje geweest. Volgens Alvin Karpis, die de bende leidde, wilden haar zonen de oude dame niet alleen laten en namen haar mee op hun tochten. Ma zorgde voor een dekmantel. Aan de eigenlijke actie nam ze niet deel. Haar zoons stuurden haar naar de bioscoop als ze een overval pleegden.
De ontvoering van Edward Bremer Jr., een vriend van president Franklin D. Roosevelt werd de bende uiteindelijk fataal. De FBI begon zich met de opsporing van de bende bezig te houden. Op 16 januari 1935 probeerde de FBI Fred Barker, die zich samen met zijn moeder in een vakantiehuisje schuilhield te arresteren. Dat leidde tot een 4 uur durend vuurgevecht waarbij Kate en Fred Barker omkwamen.

## De mythe
Net als bij de dood van Bonnie Parker kunnen er bij de dood van Kate Barker de nodige vraagtekens gezet worden met betrekking tot het politieoptreden. Omdat voor de FBI de dood van een onschuldige oude dame publicitair niet uitkwam besloot de FBI haar de rol van bendeleidster, die samen met haar zonen op rooftocht uitging in de schoenen te schuiven. Zo ontstond de mythe van Ma Barker. Behalve dat zij samen met haar zoons werd gezien is er geen bewijs tegen haar gevonden.

## Ma Barker in de media
Door media-uitingen in latere jaren is de mythe alleen maar verder versterkt.
Zo bracht Boney M., een Caraïbisch/Duits/Nederlandse popgroep, in 1977 de song Ma Baker uit, die een hit werd. Daarin werden niet alleen Ma Barkers misdaden uitgebreid bezongen, maar haar naam werd ook nog eens verbasterd tot Baker.
In 1970 werd het wel en wee van de familie Barker verfilmd door Roger Corman. Aan de film, getiteld "Bloody Mama", werkten bekende acteurs als Robert De Niro (als Lloyd Barker), Bruce Dern (Kevin Dirkman) en Shelley Winters (Kate 'Ma' Barker) mee. 
Er is ook een film gemaakt onder de titel "Big Bad Mama", over een vrouw met het vermeende karakter van Kate Barker, waarin de hoofdrol vertolkt wordt door Angie Dickinson. In die film heeft Ma Barker evenwel niet vier zonen, maar twee dochters. Haar leven eindigt overigens wel even gewelddadig als dat van de echte Kate Barker.
Op de mythe van Ma Barker is overigens ook Ma Dalton uit de stripserie Lucky Luke gebaseerd. 
In een album van de stripreeks Johnny Goodbye speelt de Barkerbende ook een rol. Ma Barker is in deze fictieve versie van jongs af aan op het slechte pad en voedt haar zoons op voor de misdaad.